# Olympische Sommerspiele 2004/Teilnehmer (Angola)
| Gelbes Symbol für Goldmedaillen mit stilisierten Olympischen Ringen | Graues Symbol für Silbermedaillen mit stilisierten Olympischen Ringen | Braundes Symbol für Bronzemedaillen mit stilisierten Olympischen Ringen |
| ------------------------------------------------------------------- | --------------------------------------------------------------------- | ----------------------------------------------------------------------- |
| —                                                                   | —                                                                     | —                                                                       |

Angola nahm an den Olympischen Sommerspielen 2004 in der griechischen Hauptstadt Athen mit 30 Sportlern, 16 Frauen und 14 Männern, teil.
Seit 1980 war es die sechste Teilnahme eines angolanischen Teams bei Olympischen Sommerspielen.

## Flaggenträger
Der Basketballspieler Ângelo Victoriano trug die Flagge Angolas während der Eröffnungsfeier im Olympiastadion.

## Teilnehmer nach Sportarten

### Basketball
| Namen | Wettbewerb     | Ergebnisse |
| --- | -------------- | --- |
| Carlos Almeida, Olímpio Cipriano, Walter Costa, Victor de Carvalho, Joaquim Gomes, Miguel Lutonda, Eduardo Mingas, Valter Monteiro, Abdel Moussa, Victor Muzadi, Ângelo Victoriano & Edmar Victoriano | Herren-Turnier | Vorrundenspiel 1: 73:78-Niederlage gegen Litauen Vorrundenspiel 2: 59:83-Niederlage gegen Australien Vorrundenspiel 3: 80:83-Niederlage gegen Puerto Rico Vorrundenspiel 4: 56:88-Niederlage gegen Griechenland Vorrundenspiel 5: 53:89-Niederlage gegen die USA Finalrunde: 62:85-Niederlage gegen Serbien-Montenegro, Platz 12 |

### Handball
| Namen | Wettbewerb     | Ergebnisse |
| --- | -------------- | --- |
| Nair Almeida, Rosa Amaral, Neyde Barbosa, Ilda Bengue, Isabel Fernandes, Maria Inês Jololo, Luisa Kiala, Belina Larica, Anica Neto, Mária Pedro, Dionisia Pio, Elzira Tavares, Odeth Tavares, Filomena Trindade & Lili Webba-Torres | Frauen-Turnier | Vorrundenspiel 1: 24:24-Unentschieden gegen Spanien Vorrundenspiel 2: 30:40-Niederlage gegen Südkorea Vorrundenspiel 3: 21:29-Niederlage gegen Frankreich Vorrundenspiel 4: 22:38-Niederlage gegen Dänemark Finalrunde: 38:23-Sieg gegen Griechenland, Platz 9 |

### Judo
| Name            | Wettbewerb                | Ergebnisse |
| --------------- | ------------------------- | --- |
| Antónia Moreira | Mittelgewicht (bis 70 kg) | 1. Runde: 1000:0000-Sieg gegen Anaysi Hernández aus Kuba 2. Runde: 0000:1010-Niederlage gegen Kim Ryon-mi aus Nordkorea |

### Leichtathletik
| Name          | Wettbewerb | Ergebnisse                       |
| ------------- | ---------- | -------------------------------- |
| João N’Tyamba | Marathon   | 2:23:26 h (+12:31 min), Platz 53 |

### Schwimmen
| Namen       | Wettbewerb          | Ergebnisse                                           |
| ----------- | ------------------- | ---------------------------------------------------- |
| João Matias | 100 m Schmetterling | Vorlauf 1 (von 8): 58,92 s, Platz 1; total: Platz 57 |